# تئودور فیتز رندولف
تئودور فیتز رندولف (به انگلیسی: Theodore Fitz Randolph) سناتور سابق عضو حزب دموکرات ایالات متحده آمریکا بود. وی در سال ۱۸۷۵ تا ۱۸۸۱ میلادی سناتور ایالت نیوجرسی در سنای ایالات متحده آمریکا بود.

## زندگی‌نامه
تئودور فیتز رندولف در ۲۴ ژوئن ۱۸۲۶ در نیوبرانزویک، نیوجرسی در خانواده جیمز اف راندولف و سارا کنت کارمن به دنیا آمد. پدرش چاپگر و ناشر نیوبرانزویک فردونیان بود که از سال ۱۸۲۴ تا ۱۸۳۳ نماینده نیوجرسی به عنوان نماینده کل ایالات متحده بود.